# SoundCloud
SoundCloud é uma plataforma online de publicação de áudio utilizada por profissionais de música sediada em Berlim, Alemanha, fundada por Alexander Ljung e Eric Wahlforss, em agosto de 2007. Nela os músicos podem colaborar, compartilhar, promover e distribuir suas composições.
Originalmente, o objetivo do site era permitir que profissionais da música trocassem ideias sobre as composições nas quais estão trabalhando, permitindo uma fácil colaboração e comunicação antes de um lançamento público. Hoje, o site também é utilizado por ouvintes e usuários da web em geral.
O site permite mostrar os arquivos de áudio enviados em widgets que simulam um diagrama de espectro abaixo do qual os usuários podem postar seus comentários sobre a música. Estes widgets podem ser embutidos em blogs e redes sociais.
Entre os usuários ilustres do site estão o produtor americano Beck Hansen, o duo de música eletrônica The Knife e a banda de rock Them Crooked Vultures.
Atualmente, as músicas postadas no site são também indexadas pelo site agregador de áudio Hype Machine.
Em 3 de Julho de 2014 o site TorrentFreak informou que o SoundCloud ofereceu poderes de remoção ilimitados a certos detentores de direitos autorais. Em resposta a uma reclamação de um DJ inglês a empresa admitiu que a Universal Music pode deletar qualquer faixa do SoundCloud sem aviso prévio.

## História
SoundCloud foi originalmente iniciado em Estocolmo, Suécia, mas foi desenvolvido em Berlim, em agosto de 2007, pelo designer de som sueco Alex Ljung e o artista sueco Eric Wahlforss. Tinha a intenção de permitir aos músicos o compartilhamento de gravações uns com os outros, mas mais tarde foi transformado em uma ferramenta de publicação completa, o que também permitiu aos músicos a distribuição de suas músicas.
Poucos meses depois que começou a operar, SoundCloud começou a desafiar o domínio do MySpace como uma plataforma para os músicos para distribuir sua música, permitindo que os artistas de gravação para interagir com mais agilidade com seus fãs.

Em uma entrevista de 2009 com Wired, co-fundador Alex Ljung disse:
Nós dois viemos de origens ligadas à música, e foi apenas muito, muito irritante para nós a colaborar com as pessoas sobre a música, quero dizer colaboração simples, basta enviar faixas para outras pessoas em um ambiente privado, obter algum feedback deles, e tendo uma conversa sobre essa parte da música. Da mesma forma que nós estaríamos usando Flickr para nossas fotos, e Vimeo para os nossos vídeos, nós não temos esse tipo de plataforma para a nossa música.
Em abril de 2009, SoundCloud recebeu 2 500 000 € Série A financiamento Doughty Hanson Technology Ventures. Em maio de 2010, SoundCloud anunciou que teve um milhão de assinantes. Em janeiro de 2011, foi confirmado que SoundCloud tinha levantado US$ 10 milhões Série B financiamento rodada da União Ventures quadrados e Index Ventures. Em 15 de junho de 2011, SoundCloud anunciou que tinha cinco milhões de usuários registrados, e investimentos de Ashton Kutcher e A-Grade Fundo de Guy Oseary. Em 23 de janeiro de 2012, SoundCloud anunciou em seu blog que tinha 10 milhões de usuários registrados. Uma roda de história foi criada para a ocasião, que pode ser encontrado no blog SoundCloud. Em dezembro de 2012, um novo layout SoundCloud foi lançado ao público em geral. Entre os muitos novos recursos foi a capacidade de continuar a reprodução de uma faixa durante a navegação ao redor do local, bem como a capacidade para ler os comentários sem eles obscurecendo a forma de onda. Em maio 2014 SoundCloud anunciado em um e-mail para os utilizadores registados que a interface clássica SoundCloud seriam descontinuadas em breve.
Em março de 2014, foi relatado SoundCloud estava em negociações com grandes gravadoras sobre o licenciamento devido ao material com direitos autorais que aparecem na plataforma. Este é na tentativa de evitar a situação no Google e YouTube que são forçados a lidar com um grande número de observações desmontáveis.
Em 2017 foi anunciado em seu blog oficial que a plataforma terá integração com o acessório Google Home, onde executará funções.

## Características
Uma das principais características do SoundCloud é que ele permite aos artistas carregar suas músicas com uma URL distintivo. Ao permitir que os arquivos de som para ser incorporado em qualquer lugar, SoundCloud pode ser combinado com o Twitter e Facebook para permitir que os membros atingir seu público melhor. Simplesmente clicando em um botão de compartilhamento designado para o site que você deseja hospedar o compartilhamento e aprovar o post, o público do site pode ver o conteúdo através de seu meio de comunicação desejada. Isto contrasta com o MySpace, que apresenta música apenas no site do MySpace.
Os usuários registrados podem ouvir o máximo de conteúdo como quiserem e fazer upload de até 180 minutos de áudio ao seu perfil. Todos esses recursos são gratuitos e estão disponíveis para todos os usuários registrados do SoundCloud.
Uma média de 12 horas de áudio é enviado para o site a cada minuto, e metade do conteúdo do SoundCloud é dividido entre os músicos do pequeno-tempo e superstars tradicionais.
SoundCloud distribui música usando widgets e apps. Os usuários podem inserir o widget em seus próprios sites ou blogs e, em seguida, SoundCloud vai twittar automaticamente cada faixa carregado. SoundCloud tem uma API que permite que outros aplicativos ou smartphones para fazer o upload ou download de música e arquivos de som.
Esta API foi integrada em várias aplicações, principalmente GarageBand, Logic Pro e PreSonus Studio One DAW. A API também está integrada em localizadores de música, incluindo SoundYouNeed. Os usuários também podem baixar músicas com uma licença Creative Commons por esta API.
SoundCloud descreve faixas de áudio graficamente como formas de onda e permite aos usuários comentar em partes específicas da pista (também conhecido como comentários cronometrados). Estes comentários são exibidos ao escutar a parte do som que eles estão se referindo. Outras características padrão incluem reposts, listas de reprodução, seguidores e downloads digitais de cortesia.
SoundCloud também oferece aos usuários a capacidade de criar e participar de grupos que fornecem um espaço comum de conteúdo a ser recolhida e partilhada.
Das músicas que são carregados, mais da metade deles são jogados dentro dos primeiros 30 minutos, e 90% de todas as faixas carregadas receber uma escuta de pelo menos um usuário.

## Possível falência
Em 2017, a empresa demitiu cerca de 173 funcionários, totalizando 40% de sua equipe, obrigando à mesma a fechar dois de seus escritórios em Nova Iorque, e em Berlim.
Essa decisão, tomada por um consenso, veio por partes dos CEO's da empresa, que mesmo assim admitem que os cortes feitos nos funcionários ainda os deixam com os cofres da empresa em estado crítico.
No mesmo ano, em meados de abril e maio, a empresa sofreu vários erros em seus serviços de streaming, bem como a falta parcial do seu serviço.
Boatos de ex-funcionários da empresa diziam que a empresa teria decretada a falência ou ficaria fora do ar dentre 50 dias, contados a partir de 2 de julho. Entretanto, essa especulação foi desmentida pela empresa em seu site.